# Thomas Howard, 5. Duke of Norfolk
Thomas Howard, 5. Duke of Norfolk (* 9. März 1627 im Arundel House in London; † 13. Dezember 1677 in Padua), war ein englischer Adliger.

## Leben
Thomas Howard war der älteste Sohn des Royalisten Henry Howard, 22. Earl of Arundel, aus dessen Ehe mit Lady Elizabeth Stewart, Tochter des Esmé Stewart, 3. Duke of Lennox. Nachdem er an der Universität Utrecht in den Niederlanden ausgebildet worden war, kehrte er aufgrund des Englischen Bürgerkrieges nicht nach England zurück, sondern zog er zu seinem Großvater Thomas Howard, 21. Earl of Arundel, nach Padua in der Republik Venedig. Dort erkrankte er 1645 an einem Fieber, wodurch er eine Schädigung seines Geisteszustands erlitt, von der er sich nie erholte.
Beim Tod seines Vaters erbte Thomas Howard 1652 dessen Adelstitel als 23. Earl of Arundel, 6. Earl of Surrey und 3. Earl of Norfolk. Das erbliche Staatsamt des Earl Marshal ruhte wegen Thomas’ Geisteskrankheit zunächst und wurde ab 1661 von seinem Bruder James und ab 1672 von seinem Bruder Henry ausgeübt. Beim Tod seiner Großmutter erbte er 1654 auch deren Adelstitel als 14. Baron Furnivall, 16. Baron Talbot und 18. Baron Strange of Blackmere. Thomas war der Ururenkel von Thomas Howard, 4. Duke of Norfolk, dem der Duketitel 1572 aberkannt worden war. Als nach Ende der englischen Republik (1649–1660) die Monarchie unter König Karl II. wiederhergestellt worden, wurde auch jener Duketitel durch Act of Parliament vom 29. Dezember 1660 für Thomas als 5. Duke of Norfolk wiederhergestellt. Er kehrte gleichwohl nie nach England zurück, sondern lebte in einem privaten Pflegeheim in Padua, wo er schließlich 1677 starb. Er blieb unverheiratet und kinderlos. Alle seine Adelstitel fielen an seinen Bruder Henry.